# Liberty Challenge
Liberty Challenge — этап серии IRL Indy Lights на трассе Indianapolis Motor Speedway в её дорожной конфигурации.
Гонка проводилась в 2005—2007 годах.

## История этапа
В рамках изменения концепции серии в 2005 году в её календаре появилось несколько этапов на неовальных трассах.
Одним из таких соревнований стала гонка поддержки Гран-при США Формулы-1 на дорожной версии Indianapolis Motor Speedway. Этот этап также стал первым в истории серии под эгидой IRL, проведённым не как гонка поддержки первенства IRL IndyCar.
Список участников этой гонки отличался от обычного пилотского состава этапов того сезона. В гонке участвовали некоторые пилоты из схожих по статусу первенств на машинах с открытыми колёсами — Формулы-Атлантик и др. Так Грэм Рэйхал, выступая в подобном статусе, даже выигрывал это соревнование.
IRL Indy Lights стал единственной гоночной серией, гонявшейся в один год сразу по нескольким конфигурациям трассы Indianapolis Motor Speedway.

## Статистика соревнования

### Победители
| Сезон | Дата    | День недели | Победитель     | Дистанция гонки | Дистанция гонки | Время победителя | Ср. скорость победителя | МР |
| Сезон | Дата    | День недели | Победитель     | Мили            | Круги           | Время победителя | Ср. скорость победителя | МР |
| ----- | ------- | ----------- | -------------- | --------------- | --------------- | ---------------- | ----------------------- | -- |
| 2005  | 18 июня | Суббота     | Марко Андретти | 65,1            | 25              | 00:35:57,3780    | 108,465 м/ч             | 14 |
| 2006  | 1 июля  | Суббота     | Алекс Ллойд    | 59,9            | 23              | 00:35:53,516     | 100,159 м/ч             | 18 |
| 2007  | 16 июня | Суббота     | Хидэки Муто    | 46,9            | 18              | 00:26:09,8910    | 107,320 м/ч             | 25 |
| 2007  | 17 июня | Воскресенье | Бобби Уилсон   | 46,9            | 18              | 00:28:40,9170    | 97,901 м/ч              | 25 |

### Обладатели поула
| Сезон | Дата    | День недели | Обладатель поула | КВ         | Ср. скорость поула | ПК | МК          | УС          |
| ----- | ------- | ----------- | ---------------- | ---------- | ------------------ | -- | ----------- | ----------- |
| 2005  | 17 июня | Пятница     | Марко Андретти   | 01:26,2360 | 108,539 м/ч        | 14 | 98,033 м/ч  | 105,234 м/ч |
| 2006  | 30 июня | Пятница     | Грэм Рэйхал      | 01:25,5810 | 109,580 м/ч        | 18 | 105,203 м/ч | 107,959 м/ч |
| 2007  | 15 июня | Пятница     | Хидэки Муто      | 01:25,2810 | 109,966 м/ч        | 25 | 102,883 м/ч | 107,541 м/ч |

### Рекорды соревнования
|                                  | Сезон | Дата    | Пилот          | Время      | Ср. скорость | Дистанция (мили) | Круги |
| -------------------------------- | ----- | ------- | -------------- | ---------- | ------------ | ---------------- | ----- |
| Быстрейшая гонка                 | 2005  | 18 июня | Марко Андретти | 35:57,3780 | 108,465 м/ч  | 65,1             | 25    |
| Быстрейший квалификационный круг | 2007  | 15 июня | Хидэки Муто    | 01:25,2810 | 109,966 м/ч  | 2,605            | 1     |
| Быстрейший гоночный круг         | 2005  | 17 июня | Марко Андретти | 01:25,9110 | 108,950 м/ч  | 2,605            | 1     |